# گرینگو (فیلم)
گرینگو (انگلیسی: Gringo) یک فیلم کمدی جنایی آمریکایی به کارگردانی نش اجرتون است که در سال ۲۰۱۸ منتشر شد. فیلم‌نامه این فیلم توسط آنتونی تامباکیس و متیو استون به رشته تحریر درآمده است.
گرینگو در تاریخ در ۹ مارس ۲۰۱۸، توسط آمازون استودیوز و اس‌تی‌اکس انترتینمنت در ایالات متحده اکران شد.

## بازیگران
- دیوید اویلوو
- شارلیز ترون
- جوئل اجرتون
- آماندا سایفرد
- تندی نیوتون
- شارلتو کوپلی
- پاریس جکسون
- یول وازکوئز
- آلن راک
- هری ترداوی
- کنت چوی
- ملونی دیاز